# أولف أريكسون (كاتب)
أولف أريكسون (بالسويدية: Ulf Eriksson) هو كاتب وشاعر سويدي، ولد في 1958 في ستوكهولم في السويد.